# Macromitrium catharinense
Macromitrium catharinense är en bladmossart som beskrevs av Jean Édouard Gabriel Narcisse Paris 1900. Macromitrium catharinense ingår i släktet Macromitrium och familjen Orthotrichaceae. Inga underarter finns listade i Catalogue of Life.